# Dolra
Dolra (georgiska: დოლრა), eller Dolratjala (დოლრაჭალა), är ett vattendrag i Georgien. Det ligger i regionen Megrelien-Övre Svanetien, i den nordvästra delen av landet.